# Davilla nitida
Espèce
Classification APG III (2009)
Synonymes
- Davilla aspera var. matudae (Lundell) L.O. Williams
- Davilla ciliata A. Rich.
- Davilla densiflora Triana & Planch.
- Davilla itaparicensis Casar.
- Davilla kunthii A. St.-Hil.[1]
- Davilla lacunosa var. minor Eichler
- Davilla macrophylla A. St.-Hil.
- Davilla matudae Lundell
- Davilla matudai Lundell
- Davilla multiflora (DC.) A. St.-Hil.
- Davilla sagraeana A. Rich.
- Davilla suaveolens Glaz.
- Tetracera multiflora DC.
- Tetracera nitida Vahl - Basionyme

- Davilla aspera (Aubl.) Benoist
- Davilla asperrima Splitg.
- Davilla brasiliana DC.
- Davilla densa J.F. Macbr.
- Davilla lucida C. Presl
- Davilla lucida var. tenuis Eichler
- Davilla multiflora var. acutangula Eichler
- Davilla ovata C. Presl
- Davilla pseudo-rugosa Glaz.
- Davilla rugosa var. capitata Rusby
- Davilla rugosa var. martii Eichler
- Davilla surinamensis Miq.
- Davilla tenuis Eichler
- Delima tigarea (DC.) Eichler
- Hieronia scabra Vell.
- Tetracera aspera (Aubl.) Willd.
- Tetracera calophylla Gilg
- Tetracera rugosa Kunth
- Tetracera tigarea DC.
- Tigarea aspera non Aubl.[3]

Davilla nitida (synonyme de Davilla kunthii A. St.-Hil.) est une espèce de plantes à fleurs appartenant à la famille des Dilleniaceae. C'est un arbuste d'origine américaine.